# Taylor Guitars
Taylor Guitars — американская компания-производитель гитар, базирующаяся в Эль-Кахоне (Калифорния). Компания является крупнейшим производителем акустических гитар в США. Специализация — производство акустических и полуакустических гитар.

## История
Компания была основана в 1974 году Бобом Тейлором и Куртом Листугом. В возрасте 18 лет Боб Тейлор начал работать в магазине гитар American Dream, принадлежавшем Сэму Рэддингу, где уже был сотрудником Курт Листуг. Когда Рэддинг решил продать бизнес в 1974 году, Тейлор, Листуг и третий сотрудник, Стив Шеммер, купили American Dream и переименовали его в Westland Music Company. В конечном счёте основатели компании решили изменить название на более компактное и выбрали Taylor, поскольку оно звучало более американским, чем Listug. Курт Листуг взял на себя управление бизнесом, в то время как Боб Тейлор занимался дизайном и производством. В 1976 году компания решила продавать свои гитары через розничных продавцов. В 1981 году, столкнувшись с финансовыми трудностями, компания взяла банковский кредит на приобретение оборудования.
В начале 2011 года компания открыла дистрибьюторский склад и сервисный центр в Нидерландах для обслуживания европейского рынка.
В январе 2014 года Государственный департамент США наградил гитары Taylor наградой за корпоративное качество (англ. Award for Corporate Excellence — ACE).
По состоянию на 2021 год компания Taylor имела более 1200 сотрудников на двух заводах, в Эль-Кахоне и Текате (Нижняя Калифорния, Мексика), где делают недорогие модели и гитарные кейсы.

## Инновации
Боб Тейлор был заинтересован в том, чтобы выяснить, является ли использование экзотических тонов в качественных гитарах более важным для клиентов, чем хороший дизайн. Для задней и боковых сторон гитары Taylor Pallet Боб использовал дуб из поддонов, найденных на заводе. Гриф гитары также был сделан из дуба, извлечённого из поддона, и украшен вставкой из жемчуга, изображающей вилочный подъёмник. В 2000 году была выпущена лимитированная серия из 25 гитар Taylor Pallet с алюминиевой инкрустаций, нужной для того, чтобы акцентировать первоначальные отметины на паллетной гитаре. Эти гитары были проданы коллекционерам, но оригинальная остаётся на выставке на заводе Taylor Guitars в Эль-Кахоне.
В январе 1999 года Taylor начала делать гитары с запатентованной затворной шейкой, которую назвали NT (new technology) шейкой. Она отличается от других гитарных шеек — используется единый кусок дерева до 19-го лада для поддержки накладки. Более распространённой практикой в конструкции гитарного грифа является поддержка грифа до 14-го лада и приклеивание неподдерживаемой части к корпусу гитары (дека). Шейка NT помещается в карман на верхней части гитары, достигая необходимого угла. Гитары иногда требуют перестройки угла шейки (сброс шейки). Система Тейлора достигает этого, изменяя шиммы для регулировки угла шеи. До 1999 года гитары Taylor имели более простой дизайн шейки. Те шейки можно также отрегулировать без более сложного процесса соединения деки.

## Завод

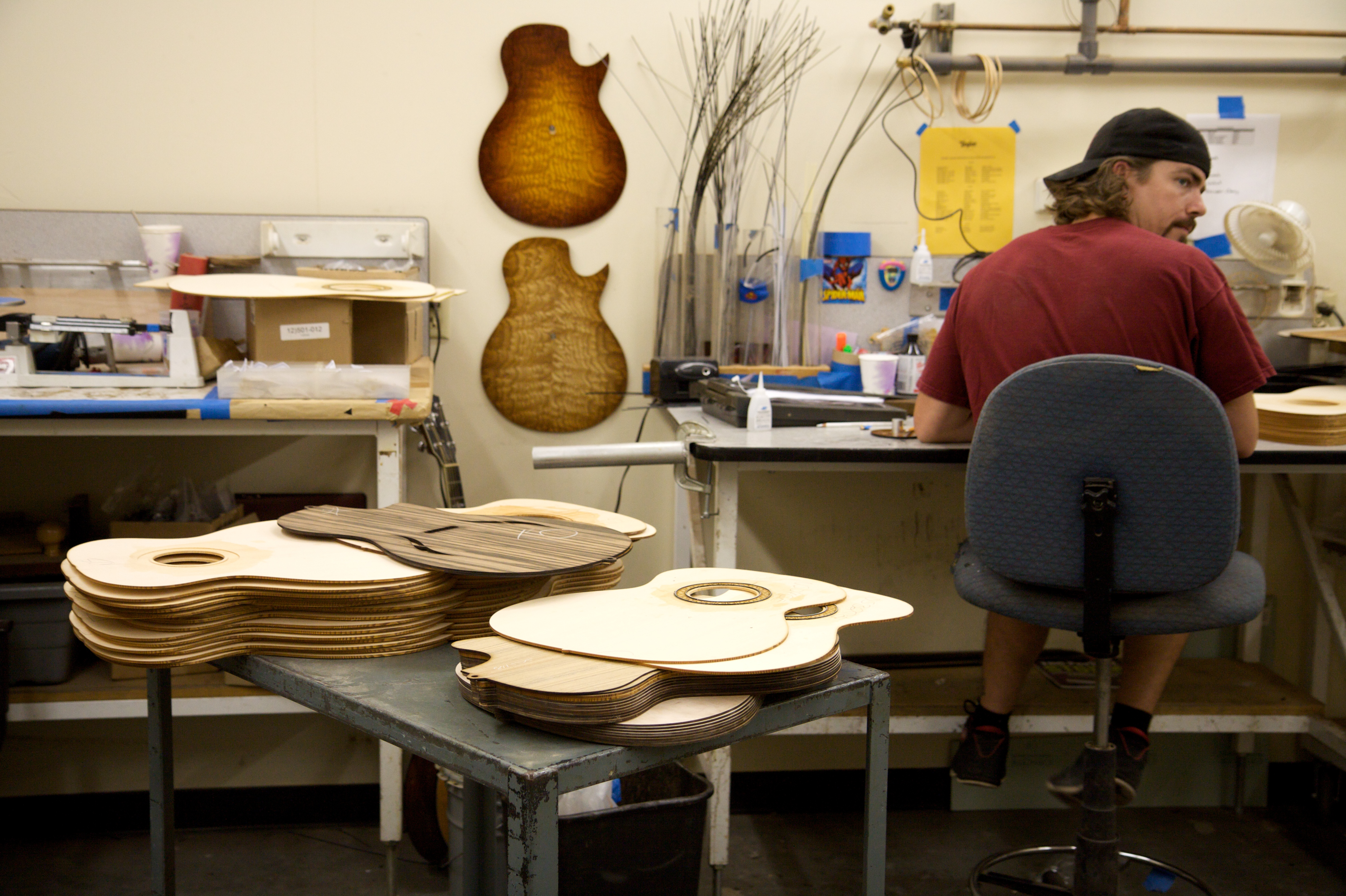
Завод Taylor Guitars в Калифорнии

Производственное предприятие Taylor Guitars площадью около 13,5 тыс. квадратных метров находится примерно в 20 милях к востоку от центра Сан-Диего в Эль-Кахоне (штат Калифорния). С понедельника по пятницу, за исключением праздников, начиная с 13:00 проводятся бесплатные экскурсии по заводу Taylor Guitars. Для тех, кто слишком далеко, чтобы посетить завод, журнал Premier Guitar в 2008 году при участии Боба Тейлора снял и опубликовал видеотур по заводу Taylor Guitars.

## Известные пользователи
Ниже приведён неполный список известных музыкантов, играющих на гитарах компании Taylor:
- Майкл Хеджес[15]
- Джуэл Килчер[16]
- Дэйв Мэтьюс[17]
- Джейсон Мраз[3]
- Стив Стивенс[15]
- Тейлор Свифт[3]
- Принс[18]
- Том Флетчер[19]
- Дэвид Берман[20]
- Шон Мендес[21]